# Túpolev Tu-85
El Tupolev Tu-85 (en ruso: Ty-85; denominación USAF/DoD 'Type 31'; denominación OTAN: 'Barge') fue un prototipo diseñado por el fabricante Tupolev para un bombardero estratégico, desarrollado basándose en el Tu-4, una copia sin licencia del Boeing B-29 Superfortress. Fue el último desarrollo del Tu-4, siendo un 50% más pesado que el original y ofreciendo cerca del doble de radio de acción. Únicamente se llegaron a fabricar dos prototipos antes de que el programa se cancelase, favoreciendo en su lugar al bombardero Tupolev Tu-95, que era más veloz, ofreciendo el mismo radio de acción. 

## Desarrollo
Ni el Tu-4, como tampoco el Tupolev Tu-80 fueron bombarderos estratégicos intercontinentales, y no tenían la suficiente autonomía para poder realizar un posible ataque a objetivos principales, como los Estados Unidos, y poder retornar a las bases situadas en la Unión Soviética. El Tu-85 fue diseñado para poder llevar a cabo este tipo de misiones. Para ello se equipó con motores más potentes y de mayor eficiencia energética, un ala rediseñada para aumentar el coeficiente de sustentación y la capacidad para transportar una mayor cantidad de combustible. Se evaluaron un gran número de propuestas para la planta motriz del Tu-85, entre ellos el Shvetsov ASh-2K y el Dobrynin VD-4K. 
La mayoría del armamento y del equipamiento del Tu-85 era similar al que empleaba el Tu-4, incluyendo cuatro torretas a control remoto, equipadas con cañones automáticos Nudelman-Rikhter NR-23 de 23 mm. Los trabajos de diseño empezaron en el año 1949 y fue ratificado por un directivo del Consejo de Ministros Soviético el 16 de septiembre, que requirió que el primer prototipo estuviese realizando los ensayos de vuelo para diciembre de 1950. La construcción de la primera aeronave empezó en julio de 1950 y se completó en septiembre del mismo año. Realizó su primer vuelo el 9 de enero de 1951, y las pruebas continuaron hasta octubre de 1951. El segundo prototipo, a veces denominado como Tu-85D o Tu-85/2, incorporó diversas mejoras con respecto al primer prototipo, entre ellas un refuerzo del fuselaje y diversos cambios en el equipamiento. Realizó su primer vuelo el 28 de junio de 1951 y estuvo en pruebas hasta noviembre de 1951. La producción en serie fue aprobada el 23 de marzo de 1951, en las tres factorías donde se fabricó el Tu-4, más esta decisión fue posteriormente revertida meses más tarde, cancelando consigo el programa de desarrollo, a favor del desarrollo del Tu-95 'Bear'.

### Desarrollos relacionados
- Tupolev Tu-4
- Tupolev Tu-70
- Tupolev Tu-75
- Tupolev Tu-80

### Aeronaves similares
- B-29 Superfortress
- B-50 Superfortress
- Tupolev Tu-95